# Cantone di Florensac
Il Cantone di Florensac era una divisione amministrativa dell'Arrondissement di Béziers.
A seguito della riforma approvata con decreto del 26 febbraio 2014, che ha avuto attuazione dopo le elezioni dipartimentali del 2015, è stato soppresso.

## Composizione
Comprendeva 4 comuni:
- Castelnau-de-Guers
- Florensac
- Pinet
- Pomérols